# Грушевський Лев Григорович
Лев Григо́рович Груше́вський (нар.16 травня 1894, Мордва, Чигиринський повіт, Київська губернія, Російська імперія — пом.?), юрист, рідний брат Сергія та Василя і далекий родич Михайла Грушевського.

## Життєпис
Батько — Григорій Миколайович Грушевський, священник на Черкащині. 1921 року перейшов в юрисдикцію Української автокефальної православної церкви. Після арешту 1937 року Г. Грушевський відбував покарання у сибірських таборах, де й був репресований.
Мати — Ольга Володимирівна (до шлюбу Ранцова) (нар.14 квітня 1867 — 1945, Німеччина), донька Петербурзького губернського титулярного радника. Закінчила в Петербурзі гімназію княгині Оболенської з золотою медаллю та Петербурзькі вищі педагогічні курси.
Закінчив Златопільську чоловічу гімназію (випуск 1913 року, атестат № 608), потім юридичний факультет Університету Святого Володимира з дипломом I ступеня. Відразу ж потрапив кандидатом на судову посаду при Київському окружному суді, де працював до 1920 року.
Після переїзду в Алчевськ працював у юридичній консультації, був під постійним наглядом НКВС. 17 листопада 1937 року звинувачений в тому, що є «рідним братом заарештованого Грушевського Сергія — члена проводу української контрреволюційної повстанської організації, яка готувала на Україні й Кубані збройне повстання проти СРСР, і до дня арешту підтримував з ним тісний зв'язок», а 22 листопада цього ж року засуджений до 10 років позбавлення волі. Відбував термін покарання у Дубровинському табірному пункті Санкінського відділення «СевУралЛагу» НКВС СРСР, що у Туринському районі Свердловської області, Російська Федерація.
16 січня 1963 року за клопотанням дружини Тетяни Тимофіївни президія Луганського обласного суду винесла ухвалу: Постанову «трійки» УНКВС по Донецькій області від 23 листопада 1937 року стосовно Л. Г. Грушевського скасувати, а справу провадженням припинити за недоведеністю висунутого обвинувачення.

## Родина
- Дружина — Лідія Вікторівна Радзімовська — донька священика.
- Дружина — Тетяна Тимофіївна (нар.1912).
- Донька — Ірина (нар.1933).
- Донька — Лариса (нар.1937).